# Diplocentrus leptomanus
Espèce
Diplocentrus leptomanus est une espèce de scorpions de la famille des Diplocentridae.

## Distribution
Cette espèce est endémique du Sonora au Mexique. Elle se rencontre vers Moctezuma.

## Description
Le mâle holotype mesure 37,7 mm et la femelle paratype 36 mm.

## Publication originale
- Villa-Corella, Silva-Kurumiya, Barrales-Alcalá, Van Devender & Francke, 2023 : « Una especie nueva de Diplocentrus Peters, 1861 (Scorpiones: Diplocentridae) del estado de Sonora, México. » Acta Zoologica Mexicana, Nueva Serie, vol. 39, p. 1-14 (texte intégral).